# Heilig-Geist-Spital
L'Heilig-Geist-Spital era il più grande ospedale dell'ex città imperiale di Norimberga. 
Fu costruito nel 1339 da Konrad Gross per ospitare e curare anziani e poveri.
L'ospedale venne utilizzato anche come deposito per le Insegne imperiali, che furono conservate a Norimberga dal 1424 al 1796. L'ospedale sorge in parte sul fiume Pegnitz. Attualmente funge da ristorante e casa per anziani.